# 衛鐵
卫铁（1979年—），出生于湖北黄石。中国电影导演、纪录片导演。

## 生平
毕业于北京电影学院，现为广州暨南大学艺术学院教师，主要代表作有根据中国中央电视台制作的六集电视纪录片《辉煌中国》改编而成的纪录电影《厉害了，我的国》。

## 主要作品
- 《黄石大道》（2001年）
- 《长江上的人》（2005年）
- 《远离》（2006年）
- 《人间童话》（2009年）
- 《厉害了，我的国》（2018年）
- 《奋斗吧，中华儿女》（舞台艺术电影，2020年）